# Bélabo
Bélabo ist eine zentralafrikanische Gemeinde in Kamerun. Sie liegt in der Region Est und im Département Lom-et-Djérem.

## Lage
Bélabo liegt zentral in Kamerun am Fluss Sanaga.

## Verkehr
Bélabo liegt am Ende der Nationalstraße N18. Bekannt ist der Ort auch für seinen Bahnhof an der Bahnstrecke Douala–Ngaoundéré.